# Mariage mixte (film, 2004)
Pour les articles homonymes, voir Mariage mixte.
Pour plus de détails, voir Fiche technique et Distribution.
Mariage mixte est un film français réalisé par Alexandre Arcady, sorti en 2004.

## Synopsis
À la tête d'un grand groupe de casinos, Max Zagury, un homme d'affaires respectable, mène une vie heureuse. Fier de sa réussite sociale, il est surtout très satisfait de voir sa fille, Lisa, réussir dans tous les domaines. Il nourrit d'ailleurs pour elle des projets ambitieux. Il rêve ainsi de la marier, et dans la plus pure tradition juive, avec le fils de son meilleur ami. Soupçonneux, il a toutefois décidé d'embaucher un homme chargé de la surveiller en permanence. Lorsqu'il apprend que Lisa est déjà amoureuse d'un autre prétendant, il voit rouge, d'autant plus qu'il s'agit d'un « goy » (non-juif). Pour ce père un peu trop directif, c'en est trop. Lisa va essayer, tout en douceur, de le faire changer d'avis.

## Fiche technique
- Titre français : Mariage mixte
- Réalisation : Alexandre Arcady
- Scénariste : Pierre Aknine, Alexandre Arcady, Eric Assous et Daniel Saint-Hamont
- Production : Alexandre Arcady
- Musique : Khalil Chahine
- Photographie : Maxime Alexandre
- Montage : Baxter
- Distribution des rôles : Stéphane Foenkinos
- Création des décors : Tony Egry
- Création des costumes : Fanny Jakubowicz et Annie Périer
- Société de production : Alexandre Films et France 3 Cinéma
- Société de distribution : Quinta Communications
- Pays de production :  France
- Genre : comédie
- Durée : 104 minutes
- Date de sortie : 
  - France : 26 mai 2004

## Distribution
- Gérard Darmon : Max Zagury
- Fanny Cottençon : Luce Zagury
- Olivia Bonamy : Lisa Zagury
- Jean Benguigui : Maurice Abecassis
- Thomas Jouannet : Jean-Christophe Dupreux
- Antoine Duléry : Jo
- Patrick Chesnais : Jean-Yves Dupreux
- Olivier Sitruk : Sydney Azerad
- Béatrice Agenin : Anne-Marie Dupreux
- Philippe Lemaire : Charles Dupreux
- Axelle Abbadie : Colette Abecassis
- Lucien Layani : Coco
- Anne Berger : Ninette
- Jean-Claude de Goros : Philippe Berthelin
- Élie Lison : Van der Merch
- Julie Dray : Myriam Abecassis
- Jacques Bouanich : Ferlet, le comptable
- Serge Martina : Agostini
- Mostefa Stiti : Moktar
- Tony Amoni : Virgile, le chauffeur
- Gilbert Lévy : Momo Smadjia
- Max Tzwangue : Simon, le "bijoutier"
- Robert Benmussa : Notaire 1
- Daniel Saint-Hamont : Notaire 2
- Olivier Claverie : Le joaillier
- Marianne Guillerand : Claire, l'archéologue
- Bertrand Milliot : Le banquier
- Hervé Taieb : Secrétaire Agostini
- Samy Layani : Le directeur du casino
- Philippe Hadjez : Garde du corps 1
- Bobane Veselinovic : Garde du corps 2
- Roland Bijaoui : Charlot
- Sidney Boccara : Croupier
- Pierre Aknine : Homme coming-out cimetière
- Gaëlla Perreira : Secrétaire Max
- Karen Ohana : Secrétaire clinique
- Estrella Assayag : Une amie de la famille
- Natalia Teles : Maria
- Élie Partouche : Le rabbin
- Diogo Ferreira : Le neveu de Max
- Samy Goz : Le chanteur du bal
- Maria Barracosa
- Rita Pereira